# همکاری باز
همکاری باز یک الگوی همکاری، نوآوری و تولید است که به وضوح در نرم‌افزارهای متن باز مشاهده شده، اما می‌تواند در نمونه‌های بسیار دیگری از جمله فروم‌های اینترنت، فهرست‌های ایمیل و اجتماع‌های اینترنتی پیدا شود. همچنین تصور می‌شود همکاری باز، اصول عملیاتی تحت یک گستره از سرویس‌های گوناگون باشد؛ مانند بیت‌کوین، تد و ویکی‌پدیا.
در یک مقاله در سال ۲۰۰۹ Riehle et al همکاری باز را همکاری بر اساس سه اصل مساوات بشر، شایسته‌سالاری و خودسازماندهی تعریف می‌کند. یک مقاله در سال ۲۰۱۳ Levine و Prietula همکاری باز را به عنوان هر سیستم نوآوری یا تولید که مبتنی است بر هدف‌گرایی آزادانه مشارکت‌کنندگانی هماهنگ برای خلق یک محصول (یا خدمت) با ارزش اقتصادی که آن را در دسترس مشارکت‌کنندگان و نیز سایرین قرار می‌دهد. معرفی می‌کند. این تعریف چندین نمونه را شامل می‌شود که همه از طریق اصولی مشابه پیوند دارند. برای مثال، همهٔ عناصر - محصولات با ارزش اقتصادی، دسترسی باز برای شرکت کردن و مصرف، تعامل و تبادل، هدف‌مند و در عین حال کار هماهنگ آزادانه- در یک پروژهٔ نرم‌افزار متن باز در ویکی‌پدیا، یا در یک فروم یا اجتماع کاربری حضور دارند. همچنین می‌توانند در یک وب‌سایت تبلیغاتی که بر محتوای تولید شده توسط کاربر مبتنی است، حضور داشته باشند. در همهٔ این نمونه‌های همکاری باز، هرکسی می‌تواند شرکت کند و هرکسی می‌تواند آزادانه در نتایج اشتراک که توسط مشارکت‌کنندگان متعاملی که آزادانه هماهنگ هستند، سهیم شود.
همکاری باز همان چیزی است که در Peer Production، همکاری جمعی، و Wikinomics وجود دارد. ابتدا در نرم‌افزارهای متن باز مشاهده شد، اما می‌تواند در نمونه‌های بسیار دیگر از جمله فروم‌های اینترنت، فهرست‌های ایمیل و اجتماع‌های اینترنتی، و بسیاری از نمونه‌های محتوای باز، مثل کرییتیو کامنز پیدا شود. همچنین تصور می‌شود همکاری باز، اصول عملیاتی تحت یک گستره از ریسک‌های گوناگون باشد؛ مانند بیت‌کوین، تد و ویکی‌پدیا. همچنین برخی نمونه‌ها مثل جمع‌سپاری، مصرف مشترک و نوآوری باز را توضیح می‌دهد.
یک کنفرانس سالیانه مختص پژوهش و اجرای همکاری باز، نشست بین‌المللی همکاری باز (OpenSym, WikiSym سابق) می‌باشد.
در وب سایت این گروه، همکاری باز اینگونه تعریف می‌شود:
- تساوی‌گرایانه باشد (همه بتوانند ملحق شوند، هیچ موانع اصولی یا مصنوعی برای مشارکت وجود نداشته باشد)
- شایسته‌سالار (تصمیم‌گیری‌ها و موقعیت‌ها بر اساس شایستگی هستند و نه تحمیل)،
- خودسازماندهی شده (فرایندها با مردم سازگار می‌شوند نه اینکه مردم با فرایندهای از پیش تعریف شده منطبق شوند)